# Die BIF
Die BIF - Blätter Idealer Frauenfreundschaften (feuilles à propos d'amitiés idéales entre femmes), sous-titré Monatsschrift für weibliche Kultur (Magazine mensuel pour la culture féminine), était un magazine lesbien éphémère de Weimar en Allemagne, publié de 1925 ou 1926 jusqu'en 1927 à Berlin. Fondé par la militante lesbienne Selli Engler, Die BIF faisait partie de la première vague de publications lesbiennes de l'histoire et est le premier magazine lesbien au monde à être publié, édité et écrit uniquement par des femmes.

## Dates de parution

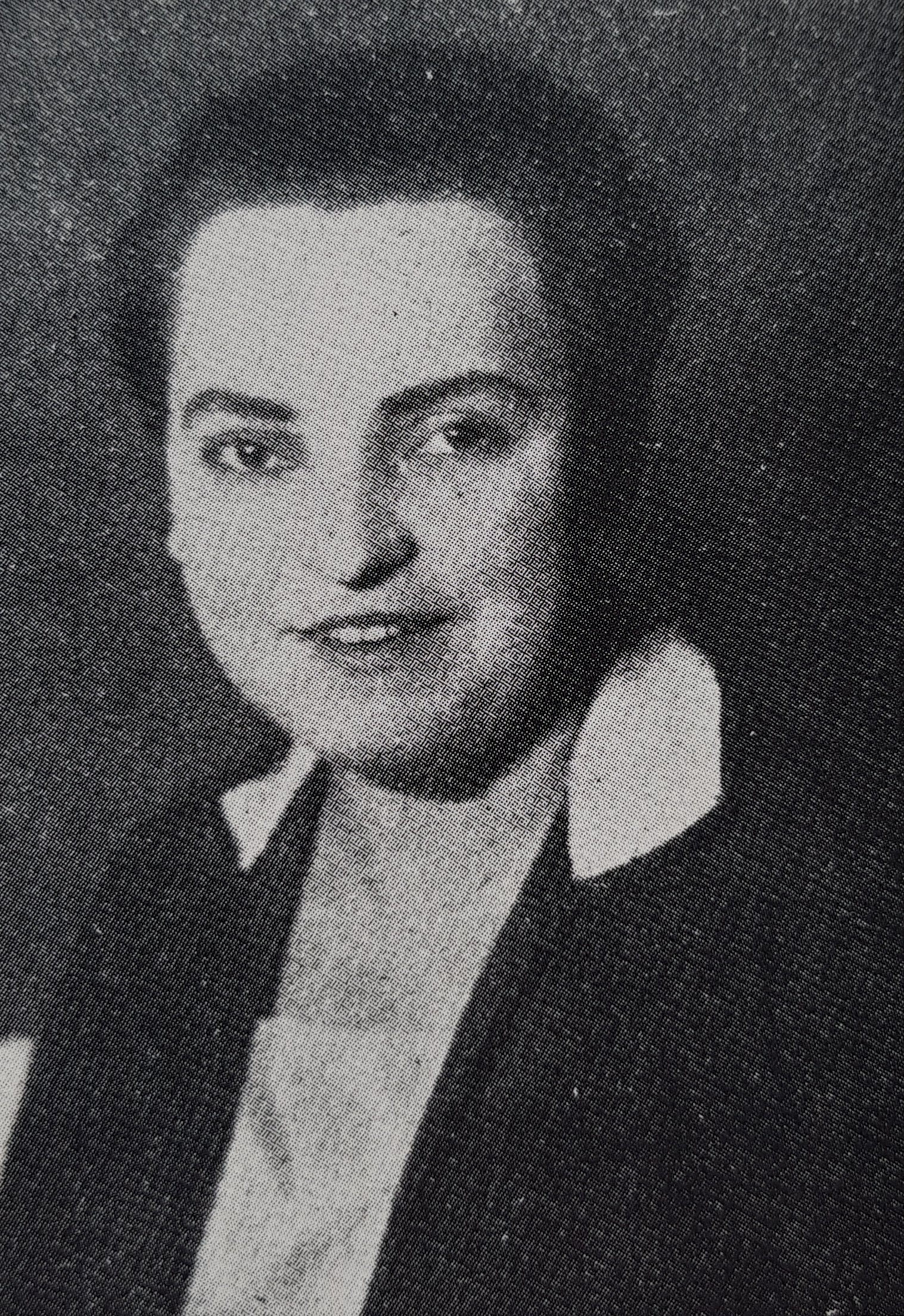
Selma Engler en 1929.

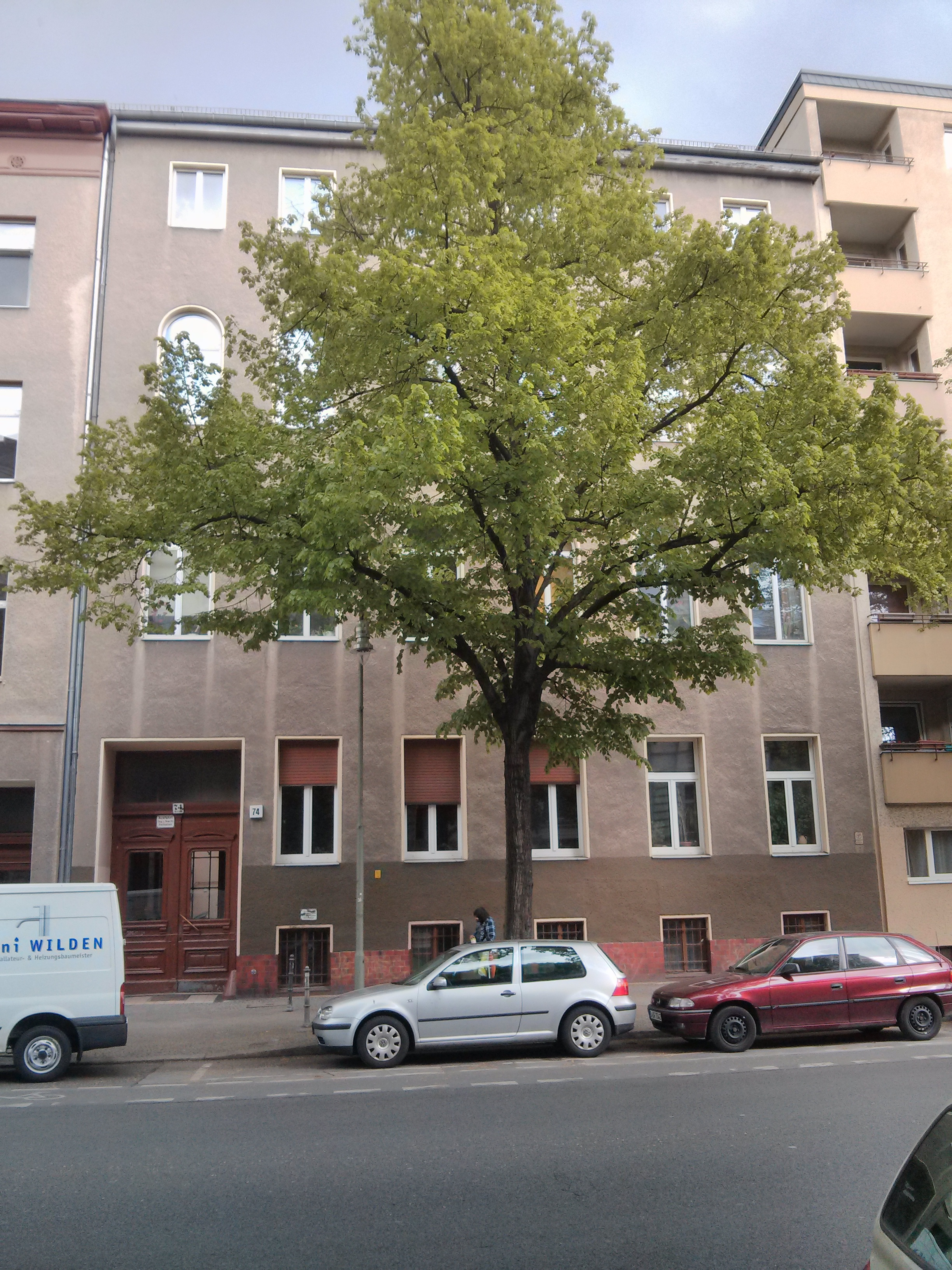
Lieu de la rédaction de Die BIF, Grossbeerenstrasse 74 à Berlin.

Die BIF a été fondé, édité et publié par Selli Engler, qui est ensuite devenue l'une des militantes lesbiennes les plus renommées de Weimar en Allemagne. C'était l'un des trois magazines lesbiens de l'époque avec Die Freundin (depuis 1924) et Frauenliebe (depuis 1926). Parmi eux, Die BIF était unique, car les deux autres magazines étaient publiés, édités et même en partie écrits par des hommes.
Il était situé à Großbeerenstraße 74 III à Kreuzberg. Engler a agi en tant qu'éditrice, éditrice et écrivaine mais, en raison de difficultés financières et de maladie, a dû retarder la publication à deux reprises. Die BIF a été imprimé à la Buchdruckerei de Mitsching à Berlin, sa diffusion est inconnue. Les numéros de 1927 ont été distribués par la société GroBuZ à Berlin. Des bureaux de publicité étaient disponibles dans de nombreuses grandes villes d'Allemagne, notamment Dresde, Munich, Hambourg, Stuttgart et Duisburg.
Seuls trois numéros semblent avoir été publiés : le numéro 1 (date inconnue) et les numéros 2 (janvier 1927) et 3 (début 1927). Les seuls originaux connus appartiennent à la collection de la Bibliothèque nationale allemande de Leipzig, Engler elle-même les a remis en novembre 1927. Des exemplaires peuvent être trouvés dans les bibliothèques spécialisées  (de), Musée Schwules et Magnus-Hirschfeld-Gesellschaft (de) à Berlin et à la bibliothèque de l'Université du Wisconsin-Madison.
Les dates exactes de publication de Die BIF sont encore inconnues, car le premier et le dernier numéro ne contiennent aucune information sur la date exacte de leur publication. Pendant de nombreuses années, les chercheurs ont suggéré 1924 ou 1926 comme dates possibles pour le premier numéro. Comme 1924 a depuis été éliminé comme date possible, la publication aurait commencé soit en 1925, soit plus probablement en 1926. Engler a arrêté Die BIF au début de 1927 et a commencé à écrire en juillet pour le magazine concurrent Frauenliebe.
Die BIF comptait 24 pages et sortait sous forme de magazine mensuel le premier du mois, vendu dans les kiosques à journaux au prix de 1 Mark, un prix relativement élevé, ainsi que par abonnement. Dans le numéro 3, sur demande des lecteurs, Engler a annoncé un prix inférieur pour un nombre de pages réduit, jusqu'à 50 Pfennig pour 12 pages.

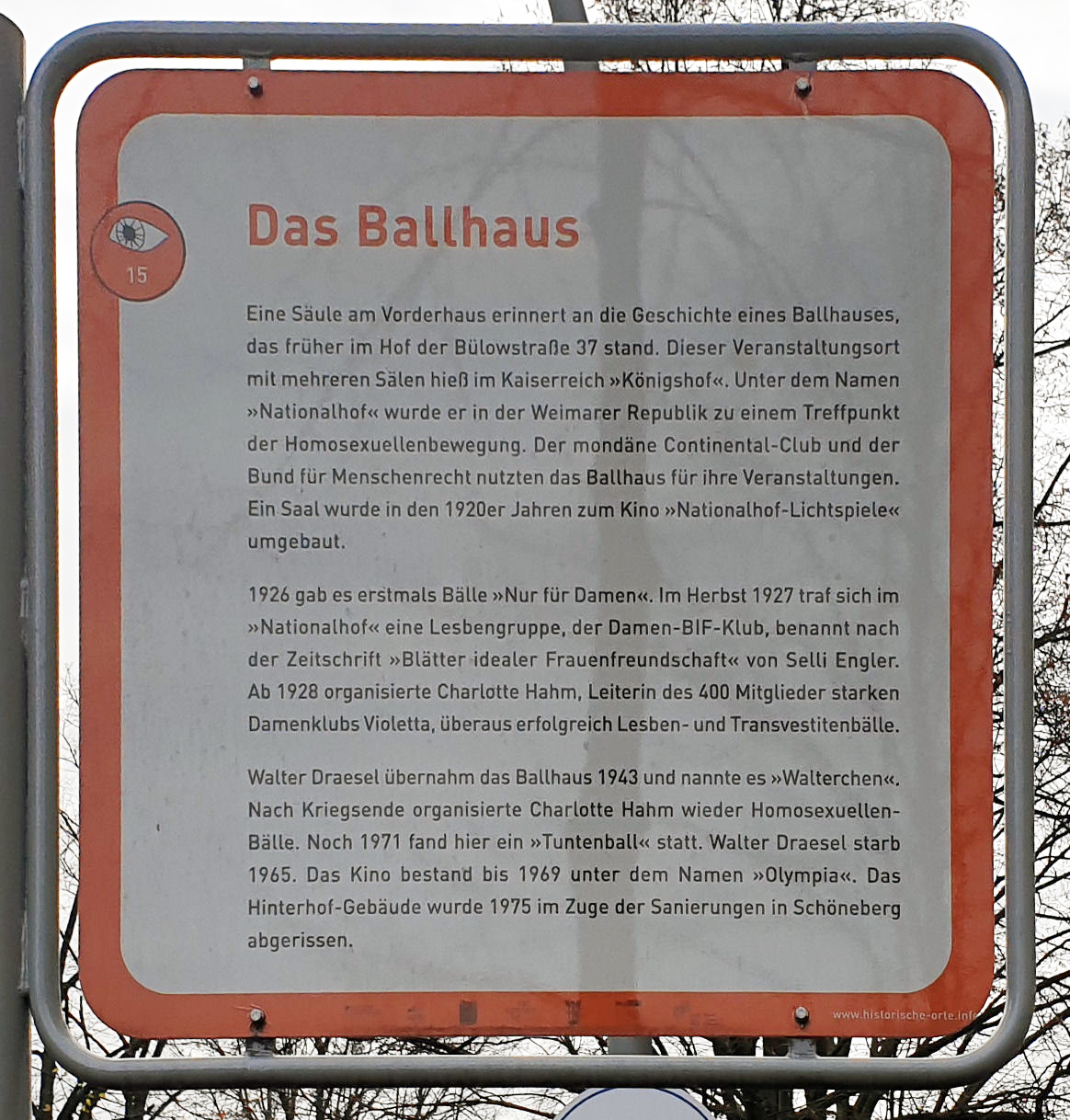
Un lieu de mémoire mentionne Le Damen BIF Klub à la Gedenktafel Bülowstr 37.

Au printemps du magazine, le 1er janvier 1927, Engler crée le Damen-BIF-Klub, un club destiné aux femmes lesbiennes souhaitant se rencontrer une fois par semaine.

## Autrices et contenus
Die BIF a publié principalement des œuvres littéraires telles que de la prose et des poèmes de fiction, ainsi qu'un article historique ou analytique occasionnel sur le lesbianisme, traitant de la vie sociale et professionnelle, de la mode et de l'identité lesbienne. L'intention d'Engler était d'offrir un magazine avec un standard supérieur à celui de ses concurrents, qu'Engler considérait comme insuffisant. Néanmoins, en 2016, Claudia Schoppmann a qualifié Die BIF de « magazine mensuel à faible niveau littéraire ». Contrairement à Freundin et Frauenliebe, Die BIF s'est abstenu de rendre compte de la vie sociale lesbienne contemporaine de Berlin.
Tout le contenu original de Die BIF a été écrit par des femmes. Alors que de nombreux articles ont été écrits par Engler elle-même, d'autres écrivaines notables comprenaient Olga Lüdeke et Ilse Espe. Au total, il y a au moins dix contributricess, dont cinq ont continué plus tard - avec Engler - à écrire pour Frauenliebe . En plus de leurs articles, il y avait parfois des extraits d'œuvres d'hommes, sélectionnés par l'éditrice de par leur intérêt pour le lectorat, par exemple des extraits d'Alexandre Dumas, de Magnus Hirschfeld ou d'Otto Weininger.

## Héritage
Seuls quelques commentaires contemporains sur Die BIF sont connus. Franz Scott écrivait en 1933 que Die BIF avait lancé d'excellentes contributions artistiques et littéraires, qui, conformément à ses normes, rendaient Die BIF supérieur à Freundin et Frauenliebe et déclaraient qu'il avait échoué parce que le groupe cible n'était pas exigeant. La comparaison de Scott a été fortement critiquée par Hanna Hacker (de) en 2015. En 1927, Magnus Hirschfeld a pris une photographie qui montre deux numéros de Die BIF des archives de l'Institut für Sexualwissenschaft, parmi d'autres journaux gays. En 1938, le juriste nazi Rudolf Klare mentionne Die BIF dans son article Zum Problem der weiblichen Homosexualität (« Sur le problème de l'homosexualité féminine ») comme un exemple de la presse abondante des organisations de femmes homosexuelles des années 1920 en Allemagne.
Après avoir été oublié pendant des décennies, Die BIF est redécouvert par Katharina Vogel et Claudia Schoppmann en 1984 dans le cadre d'un travail de fond sur la biographie d'Engler, ponctuellement prolongé par Schoppmann (1997), Jens Dobler (2003) et Heike Schader (2004). Des travaux plus approfondis ont suivi en 2020, même si une analyse approfondie du contenu du BIF fait toujours défaut en 2022.
Depuis la redécouverte de Selli Engler et Die BIF, des chercheurs allemands et internationaux reconnaissent son rôle de pionnier en tant que premier magazine lesbien dirigé par des femmes (et le seul jusqu'à la publication de Vice Versa en 1947). Florence Tamagne a mis en avant cette qualité unique de Die BIF.